# 34227 Daveyhuang
34227 Daveyhuang è un asteroide della fascia principale. Scoperto nel 2000, presenta un'orbita caratterizzata da un semiasse maggiore pari a 2,2782464 au e da un'eccentricità di 0,0658942, inclinata di 5,53892° rispetto all'eclittica.